# Province de Rehamna
La province de Rehamna (en arabe :الرحامنة) – ou Rhamna – est une subdivision à dominante rurale de la région marocaine de Marrakech-Safi. Son chef-lieu est Ben Guerir.

## Histoire
La province de Rehamna a été créée en 1810  – décret no 2-09-319 du 11 juin – par démembrement de la province d'El Kelâa des Sraghna.

## Géographie
La province de Rehamna, d'une superficie de 5 856 km2, est située au nord de la région de Marrakech-Safi et est limitée :
- au nord par l'oued Oum Errabiaa ;
- à l'est par la province d'El Kelâa des Sraghna ;
- au sud par l'oued Tensift ;
- à l'ouest par la région de Doukkala-Abda.

## Administration et politique

### Découpage territorial
Selon la liste des cercles, des caïdats et des communes de 1810, la province de Rehamna est composée de 25 communes, dont 2 communes urbaines (ou municipalités) : Ben Guerir, son chef-lieu, et Sidi Bou Othmane (qui, lors du recensement de 2004, était une commune rurale).
Les 23 communes rurales restantes sont rattachées à 7 caïdats, eux-mêmes rattachés à 2 cercles :
- cercle de Rehamna :
  - caïdat d'Oulad Tmim : Jaafra, Sidi Abdellah et Skhoura Lhadra,
  - caïdat de Skhour : Sidi Ghanem, Sidi Mansour et Skhour Rehamna,
  - caïdat de Labrikiyne : Sidi Ali Labrahla, Oulad Hassoune Hamri et Labrikiyne,
  - caïdat de Tnine Bouchane : Oulad Aamer Tizmarine, Aït Hammou, Bouchane et Aït Taleb ;
- cercle de Sidi Bou Othmane :
  - caïdat de Sidi Bou Othmane : Bourrous, Sidi Boubker et Jbilate,
  - caïdat de Louta : Nzalat Laadam, Lamharra et Oulad Imloul,
  - caïdat de Ras El Aïn : Akarma, Tlauh, Jaïdate et Ras Aïn Rehamna.

Quatre de ses localités sont considérées comme des villes : les municipalités de Ben Guerir et de Sidi Bou Othmane, et les centres urbains des communes rurales de Skhour Rehamna et de Sidi Boubker.

## Géologie
En géologie, le massif de Rehamna correspond aux massifs varisques (paléozoiques) affleurants dans la province des Rehamna, plus ou moins recouverts par des sediments mésozoïques.